# Ōdate
Ōdate (大館市, Ōdate-shi) est une ville située dans la préfecture d'Akita, au Japon.

## Géographie

### Situation
Ōdate est située dans le nord de la préfecture d'Akita. Elle est traversée par le fleuve Yoneshiro.

### Démographie
En janvier 2020, la population d'Ōdate s'élevait à 71 482 habitants, répartis sur une superficie de 913,22 km2.

## Histoire
Le bourg moderne d'Ōdate a été fondé le 1er avril 1889. Il devient une ville le 1er avril 1951.

## Patrimoine culturel
Le chien de race akita serait originaire d'Ōdate, notamment le plus célèbre d'entre eux, nommé Hachikō, le chien fidèle.

## Transports
Ōdate est desservie par les lignes Ōu et Hanawa de la compagnie JR East. La gare d'Ōdate est la principale gare de la ville.
L'aéroport d'Odate–Noshiro se trouve sur le territoire de la municipalité.

## Jumelages
- Shibuya (Japon)
- Minamitane (Japon)

## Personnalités liées à la ville
- Andō Shōeki (1703-1762), philosophe
- Takiji Kobayashi (1903-1933), militant
- Bin Uehara (1908-1944), chanteur
- Masahiko Nagasawa (né en 1965), réalisateur
- Hachikō (1923-1935), chien connu pour avoir attendu le retour de son maître à la gare de Shibuya pendant plus de dix ans à la suite de sa mort.